# 楊英風美術館
楊英風美術館（Yuyu Yang Museum）是位於臺北市中正區的美術館，由雕塑家楊英風設計。在1992年成立，宗旨為陳列其作品並倡導其藝術理念。

## 歷史
1983年，楊英風自宅因重慶南路拓寬拆除重建，由楊英風事務所與廖慧明建築師事務所合作設計「台北靜觀樓」，1984年10月開工，1986年2月完工，作為楊英風自宅及事務所辦公空間使用。
1992年設立楊英風美術館，將一至三樓開放為展覽空間供社會大眾參觀，也是台灣首座私人美術館。美術館開設餐廳、咖啡館複合式營運，並於1999年成立「呦呦藝術」將楊英風作品做成文創產品實現其藝術理念「藝術生活化、生活藝術化」。

## 館藏
美術館即由楊英風本人參與設計。館藏則有楊英風的景觀雕塑、版畫、繪畫、景觀規畫、建築設計等各類作品，並且展出其相關著述與論文。楊英風之子楊奉琛的作品亦為館藏。

## 相關頁面
- 楊英風

## 外部連結
- 楊英風美術館官網 （页面存档备份，存于）
- 楊英風美術館的Facebook專頁